# Gennadij Timčenko
Gennadij Nikolaevič Timčenko (in russo Геннадий Николаевич Тимченко?; Leninakan, 9 novembre 1952) è un imprenditore russo con cittadinanza finlandese e armena, miliardario, fondatore e proprietario del gruppo di investimento privato, Volga Group. In precedenza è stato comproprietario di Gunvor Group.
Sin dai primi anni 1990 amico intimo di Vladimir Putin,  nel 1991 Timčenko ebbe proprio da Putin la licenza di esportazione di petrolio. La società di investimento Volga Group è uno dei principali azionisti del gigante del gas naturale Novatek. In seguito fondò Gunvor, che avrebbe continuato a esportare miliardi di dollari di petrolio russo. Le fughe di notizie di Pandora Papers hanno rivelato che una società di Timčenko, che ha svolto un ruolo chiave nell'investimento Novatek, ha ottenuto massicci prestiti attraverso anonime società di comodo offshore.
Nel marzo 2022, Timčenko è stato classificato al 205º posto nel Bloomberg Billionaires Index, con una fortuna stimata di 10,3 miliardi di dollari e rendendolo la 6a persona più ricca della Russia. È noto per essere stato presidente del consiglio di amministrazione della Kontinental Hockey League, e presidente del club di hockey su ghiaccio SKA San Pietroburgo.
È nella lista delle sanzioni statunitensi dal 20 marzo 2014 per l'annessione della Crimea alla Russia e gli è stato vietato di entrare negli Stati Uniti dall'aprile 2014. Il governo britannico ha imposto sanzioni alla fine di febbraio 2022 dopo che Putin ha intensificato la crisi in Ucraina. I suoi beni in Gran Bretagna sono stati congelati e gli è stato proibito di entrare nel paese. L'Unione europea lo ha inserito nella lista nera il 28 febbraio 2022 in relazione al raid di Putin del 2022 in Ucraina e ha congelato i suoi beni. Il suo mega yacht, Lena, 52 metri del valore di 50 milioni di dollari, è stato congelato nel porto di Sanremo.

## Biografia
Timčenko è nato a Leninakan, RSS Armena, Unione Sovietica (ora Gyumri, Armenia), nel 1952. Suo padre era nell'esercito sovietico e combatté a fianco delle forze russe nella seconda guerra mondiale. Ha trascorso 6 anni della sua infanzia (dal 1959 al 1965) nella Repubblica Democratica Tedesca (e ha imparato il tedesco) e nella SSR Ucraina. Nel 1976, si è laureato presso l'Istituto meccanico di San Pietroburgo, allora chiamata Leningrado, come ingegnere elettrico, secondo un'intervista del 2008 con il Wall Street Journal.
Nel 1977, Timčenko iniziò a lavorare come ingegnere per l'impianto Ižorskij vicino a San Pietroburgo, specializzato nella costruzione di generatori di energia. Dal momento che parlava tedesco, fu poi trasferito al dipartimento del commercio di questa società di proprietà statale. Dal 1982 al 1988 ha lavorato come ingegnere senior del Ministero del Commercio Estero. Nel 1988, quando la Russia iniziò a liberalizzare la sua economia, fu promosso vicedirettore della compagnia petrolifera statale Kirišineftechimeorgsintez, che era stata creata nel 1987 sulla base della raffineria di Kiriši, una delle tre più grandi raffinerie della RSFSR. Le squadre di Timčenko istituirono alcune prime rotte di esportazione di prodotti petroliferi dall'URSS ai paesi occidentali e Timčenko divenne una delle figure di spicco dell'industria petrolifera russa.
Nel 1991, Timčenko decise di lasciare la Russia e fu assunto da una società con sede in Finlandia, Urals Finland Oy, specializzata nell'importazione di petrolio russo in Europa. Si stabilì in Finlandia e divenne cittadino finlandese. Mentre Anatolij Sobčak era in esilio, Timčenko era il collegamento tra Sobčak e Vladimir Putin. Nel 1995, Urals Finland Oy è stato rinominato International Petroleum Products Oy (IPP), e Timčenko è diventato prima vice e poi amministratore delegato di IPP OY. 

### Gunvor Group
Nel 1997, ha co-fondato la società globale di commercio di materie prime Gunvor Group, registrata a Cipro, con l'uomo d'affari svedese Torbjörn Törnqvist. Timčenko ha venduto a Törnqvist la sua partecipazione nel marzo 2014, un giorno prima delle sanzioni statunitensi sulla scia dell'annessione della Crimea da parte della Russia. Timčenko ha detto di aver venduto la sua partecipazione in previsione di "potenziali sanzioni economiche" e per "assicurare con certezza le operazioni continue e ininterrotte del Gruppo Gunvor". Il Tesoro degli Stati Uniti ha infatti inserito Timčenko nella Specially Designated Nationals List (SDN), una lista di individui sanzionati come "membri della cerchia ristretta della leadership russa". Le sanzioni congelano tutti i beni che Timčenko detiene negli Stati Uniti e gli vietano di entrare negli Stati Uniti.

### Volga Group
Nel 2007, Timčenko ha creato il fondo di investimento privato Volga Group (Volga Resources Group) che detiene le sue attività russe e internazionali nei settori dell'energia, dei trasporti, delle infrastrutture, dei servizi finanziari e dei consumatori. Ha dichiarato che, per i prossimi anni, il suo gruppo si concentrerà sullo sviluppo di progetti infrastrutturali in Russia. 
Lo scopo di questo fondo è "basato su investimenti diretti e indiretti in attività orientate al valore in Russia e a livello internazionale che producono rendimenti costanti a lungo termine". Il gruppo possiede attività nei settori dell'energia, dei trasporti e dello sviluppo delle infrastrutture, nonché dei servizi finanziari, dei beni di consumo e degli immobili. I suoi investimenti più importanti sono nella società del gas Novatek e nella società petrolchimica Sibur. 

### Airfix Aviation
Nell'aprile 2014, Timčenko ha venduto una partecipazione del 49% nella società finlandese IPP Oy, che possedeva il 99% della compagnia aerea finlandese Airfix Aviation. Era una piccola parte del portafoglio del Gruppo Volga. Kai Paananen, un partner di Timčenko, è strettamente associato sia ad Airfix Aviation sia alle società IPP. 

## Vita privata
Timčenko è sposato con Elena. Hanno tre figli. A partire da marzo 2014, Timčenko vive a Mosca, in Russia, mentre la famiglia risiede in Svizzera. Sua figlia Ksenija è sposata con Gleb Frank, figlio dell'ex ministro dei trasporti di Putin Sergej Frank. 

### Cittadinanza
In un'intervista al Wall Street Journal, Timčenko ha affermato che nel 1999 ha rinunciato alla cittadinanza russa ed è diventato cittadino finlandese. In un'intervista dell'ottobre 2012 con l'edizione russa di Forbes, Timčenko ha affermato di avere sia la cittadinanza russa sia quella finlandese. Nell'agosto 2014, Timčenko ha sostenuto in un'intervista a ITAR-TASS che aveva bisogno della cittadinanza finlandese per viaggiare negli anni '90, quando era più difficile viaggiare con un passaporto russo, e che non ha mai nascosto di avere due passaporti. Disse che negli ultimi quattordici anni aveva pagato le tasse in Svizzera e, prima ancora, in Finlandia. "Trasferivo scrupolosamente in Russia i soldi che dovevo al bilancio russo. In teoria avrei potuto ridurre i trasferimenti adducendo la norma sull'inammissibilità della doppia imposizione ma non l'ho mai fatto - mi sono reso conto dei proventi che i miei soldi andavano a finire in stipendi a medici, insegnanti e militari russi, mentre io non sarei mai andato in bancarotta in nessuna circostanza. Non sarei diventato povero se avessi condiviso il budget con altri". L'annuncio del Dipartimento del Tesoro degli Stati Uniti di individui soggetti a sanzioni a causa della crisi della Crimea del 2014 lo elenca come cittadino di Russia, Finlandia e Armenia.

## Premi e riconoscimenti
- Cavaliere della Legione d'Onore